# The Man Tamer
The Man Tamer è un film muto del 1921 diretto da Harry B. Harris e interpretato da Gladys Walton, nei panni di una domatrice.

## Trama
Quando sostituisce suo padre, domatore di leoni del circo Delmar mutilato da uno dei suoi animali, Kitty Horrigan prende il suo posto ma attira le attenzioni non richieste del manager del circo e quelle di Bradley Caldwell, Sr., un milionario dissoluto. La ragazza lascia il circo, ma viene ingaggiata dal vecchio Bradley per "domare" suo figlio, Bradley, Jr. Finisce che la giovane si innamora di lui, ma Bradley, ben presto, riprende a bere e Kitty decide di lasciarlo e di tornare al suo vecchio lavoro. Ma Delmar, l'impresario, non la lascia in pace. Kitty verrà salvata da Bradley, pentito di averla lasciata andare via.

## Produzione
Il film - girato nell'aprile 1921 in California negli Universal Studios, al 100 Universal City Plaza di Universal City - fu prodotto dalla Universal Film Manufacturing Company.

## Distribuzione
Il copyright del film, richiesto dalla Universal Film Manufacturing Co., Inc., fu registrato il 18 maggio 1921 con il numero LP16569. Distribuito dalla Universal Film Manufacturing Company, il film uscì nelle sale cinematografiche statunitensi il 30 maggio 1921.
Non si conoscono copie ancora esistenti della pellicola che viene considerata presumibilmente perduta.